# Llista de monuments de Cabassers
Aquest article és una llista de monuments de Cabassers inclosos en l'Inventari del Patrimoni Arquitectònic Català pel municipi de Cabassers (Priorat). Inclou els inscrits en el Registre de Béns Culturals d'Interès Nacional (BCIN) amb la classificació de monuments històrics, els Béns Culturals d'Interès Local (BCIL) de caràcter immoble i la resta de béns arquitectònics integrants del patrimoni cultural català.
| Monument                                                                     | Protecció   | Estil/època                         | Localització                                                   | Coordenades                                          | Codi?         | Imatge |
| ---------------------------------------------------------------------------- | ----------- | ----------------------------------- | -------------------------------------------------------------- | ---------------------------------------------------- | ------------- | --- |
| Castell de Cabacés, Monestir de Santa Maria de Vallclara                     | BCIN 798-MH | Romànic XIII                        | Cabassers Escoles públiques, c. Major - c. Beat Joan d'Organyà | 41° 14′ 48″ N, 0° 43′ 56″ E / 41.246779°N,0.732120°E | RI-51-0006599 | Castell de Cabacés · Vegeu més fotos d'aquest monument · Carregueu una nova foto d'aquest monument                                   |
| Centre històric de Cabacés, o Cabassers, Cabacers, Fuentes Clares, Vallclara | BCIL 1982   |                                     | Cabassers C. Major i voltants                                  | 41° 14′ 50″ N, 0° 44′ 00″ E / 41.24726°N,0.73335°E   | IPA-11111     | Centre històric de Cabacés · Vegeu més fotos d'aquest monument · Carregueu una nova foto d'aquest monument                           |
| Església de la Nativitat de la Mare de Déu                                   | BCIL 1982   | Gòtic, renaixement XVII, XIX        | Cabassers C. Major, 47                                         | 41° 14′ 50″ N, 0° 44′ 01″ E / 41.24729°N,0.73359°E   | IPA-11112     | Església de la Nativitat de la Mare de Déu (Cabacés) · Vegeu més fotos d'aquest monument · Carregueu una nova foto d'aquest monument |
| Ermita de la Mare de Déu de la Foia, o Ermita de les Neus                    | BCIL 1982   | Obra popular XVI, XIX               | Cabassers Al peu del Montsant, al dit racó de la Foia          | 41° 15′ 28″ N, 0° 45′ 16″ E / 41.25775°N,0.75457°E   | IPA-11114     | Ermita de la Mare de Déu de la Foia (Cabacés) · Vegeu més fotos d'aquest monument · Carregueu una nova foto d'aquest monument        |
| La Canal, o Font                                                             |             | Obra popular XVIII                  | Cabassers                                                      | 41° 14′ 55″ N, 0° 44′ 07″ E / 41.24862°N,0.7352°E    | IPA-11115     | La Canal (Cabacés) · Vegeu més fotos d'aquest monument · Carregueu una nova foto d'aquest monument                                   |
| Can Homdedéu                                                                 |             | Obra popular XVIII                  | Cabassers C. Major, 21                                         | 41° 14′ 54″ N, 0° 44′ 05″ E / 41.24829°N,0.73484°E   | IPA-11116     | Can Homdedéu (Cabacés) · Vegeu més fotos d'aquest monument · Carregueu una nova foto d'aquest monument                               |
| Perxe del carrer del Mig                                                     |             | Obra popular XIV                    | Cabassers C. del Mig                                           | 41° 14′ 52″ N, 0° 44′ 04″ E / 41.24781°N,0.73447°E   | IPA-11117     | Perxe del carrer del Mig (Cabacés) · Vegeu més fotos d'aquest monument · Carregueu una nova foto d'aquest monument                   |
| Perxe del carrer Major                                                       |             | Obra popular XIII                   | Cabassers C. Major - c. Grau                                   | 41° 14′ 52″ N, 0° 44′ 02″ E / 41.2478°N,0.73384°E    | IPA-11118     | Perxe del carrer Major (Cabacés) · Vegeu més fotos d'aquest monument · Carregueu una nova foto d'aquest monument                     |
| Plaça de Longinos Navàs, o Plaça del Sitjar                                  |             | Obra popular                        | Cabassers Pl. de Longinos Navàs                                | 41° 14′ 53″ N, 0° 44′ 03″ E / 41.24801°N,0.73427°E   | IPA-11119     | Plaça de Longinos Navàs (Cabacés) · Vegeu més fotos d'aquest monument · Carregueu una nova foto d'aquest monument                    |
| Ermita de Sant Roc                                                           | BCIL 1982   | Gòtic-renaixement, obra popular XVI | Cabassers Racó de Sant Roc                                     | 41° 15′ 12″ N, 0° 44′ 29″ E / 41.25327°N,0.74151°E   | IPA-11120     | Ermita de Sant Roc (Cabacés) · Vegeu més fotos d'aquest monument · Carregueu una nova foto d'aquest monument                         |
| Mas del Roger, o el Mas de Dalt, Mas Roger de Pallars                        | BCIL 2008   | Obra popular XX                     | Cabassers Barranc de Cavaloques                                | 41° 14′ 30″ N, 0° 45′ 07″ E / 41.24177°N,0.75191°E   | IPA-11121     | Mas del Roger (Cabacés) · Vegeu més fotos d'aquest monument · Carregueu una nova foto d'aquest monument                              |
| Pont de Cavaloca, o Pont de Cavaloques                                       |             | Obra popular                        | Cabassers Camí de la Vilella Baixa                             | 41° 13′ 54″ N, 0° 44′ 30″ E / 41.23155°N,0.74169°E   | IPA-11122     | Pont de Cavaloca (Cabacés) · Vegeu més fotos d'aquest monument · Carregueu una nova foto d'aquest monument                           |
| El Pont Vell, o el Pont Romà, el Pont                                        | BCIL 1982   | Romànic XII-XIII                    | Cabassers Camí de la Palma, sobre el riu Montsant              | 41° 14′ 38″ N, 0° 42′ 01″ E / 41.24387°N,0.70038°E   | IPA-11123     | El Pont Vell (Cabacés) · Vegeu més fotos d'aquest monument · Carregueu una nova foto d'aquest monument                               |
| Ermita de Sant Joan Baptista                                                 | BCIL 1982   | Barroc XVIII                        | Cabassers C. Major, 2                                          | 41° 14′ 55″ N, 0° 44′ 07″ E / 41.24859°N,0.73524°E   | IPA-11124     | Ermita de Sant Joan Baptista (Cabacés) · Vegeu més fotos d'aquest monument · Carregueu una nova foto d'aquest monument               |
| Arcs del carrer Major                                                        |             | Gòtic XIV                           | Cabassers C. Major, entre c. Penedès i c. Grau                 | 41° 14′ 52″ N, 0° 44′ 02″ E / 41.24784°N,0.7339°E    | IPA-11125     | Arcs del carrer Major (Cabacés) · Vegeu més fotos d'aquest monument · Carregueu una nova foto d'aquest monument                      |
| Arcs de la plaça Prudenci Seró i Navàs, Pla de la Bassada                    | BCIL 1982   | Gòtic XIV                           | Cabassers Pl. Prudenci Seró Navàs, 1-4                         | 41° 14′ 54″ N, 0° 44′ 05″ E / 41.24834°N,0.73469°E   | IPA-11126     | Arcs de la plaça Prudenci Seró Navàs (Cabacés) · Vegeu més fotos d'aquest monument · Carregueu una nova foto d'aquest monument       |
| Casa amb relleus                                                             |             | Gòtic                               | Cabassers C. Major, 20                                         | 41° 14′ 54″ N, 0° 44′ 04″ E / 41.248235°N,0.734529°E | IPA-11127     | Casa amb relleus (Cabacés) · Vegeu més fotos d'aquest monument · Carregueu una nova foto d'aquest monument                           |
| Casa amb signe d'ofici                                                       |             | Obra popular                        | Cabassers C. Major, 38                                         | 41° 14′ 52″ N, 0° 44′ 02″ E / 41.24781°N,0.73383°E   | IPA-11128     | Casa amb signe d'ofici (Cabacés) · Vegeu més fotos d'aquest monument · Carregueu una nova foto d'aquest monument                     |
| Pont del Solà                                                                |             | Obra popular Medieval               | Cabassers Sobre el barranc de l'Aubereda                       | 41° 15′ 06″ N, 0° 44′ 00″ E / 41.25159°N,0.73342°E   | IPA-36984     | Pont del Solà (Cabacés) · Vegeu més fotos d'aquest monument · Carregueu una nova foto d'aquest monument                              |
| Molí de Can Navàs, Molinet                                                   |             | Obra popular XIX-XX                 | Cabassers                                                      |                                                      | IPA-45129     | Carregueu una nova foto d'aquest monument                                                                                            |
| Molinet de Guix, Molí del Moliner                                            |             | Obra popular XIX-XX                 | Cabassers                                                      | 41° 13′ 48″ N, 0° 42′ 59″ E / 41.230089°N,0.716469°E | IPA-45134     | Carregueu una nova foto d'aquest monument                                                                                            |
| Molí del Moliner                                                             |             | Obra popular XX                     | Cabassers Los Rius del Molí del Moliner                        | 41° 13′ 52″ N, 0° 42′ 57″ E / 41.23103°N,0.71593°E   | IPA-45177     | Carregueu una nova foto d'aquest monument                                                                                            |
| Forn de calç Camí de la Foia                                                 |             | Obra popular XX                     | Cabassers Camí de la Foia                                      |                                                      | IPA-45178     | Carregueu una nova foto d'aquest monument                                                                                            |
| Forn de calç Aubareda                                                        |             | Obra popular XX                     | Cabassers Camí de la Foia                                      |                                                      | IPA-45179     | Carregueu una nova foto d'aquest monument                                                                                            |
| Forn rajoler del Molí de l'Estudiant                                         |             | Obra popular XX                     | Cabassers Molí de l'Estudiant                                  |                                                      | IPA-45181     | Carregueu una nova foto d'aquest monument                                                                                            |
| Molí de l'Estudiant                                                          |             | Obra popular XX                     | Cabassers                                                      | 41° 15′ 06″ N, 0° 42′ 46″ E / 41.25172°N,0.71285°E   | IPA-45182     | Carregueu una nova foto d'aquest monument                                                                                            |
| Forn de guix Celler de l'Elies                                               |             | Obra popular XX                     | Cabassers Mas Roger                                            |                                                      | IPA-45183     | Carregueu una nova foto d'aquest monument                                                                                            |
| Forn del camí dels Molins Vells                                              |             | Obra popular XX                     | Cabassers Camí dels Molins Vells                               |                                                      | IPA-45188     | Carregueu una nova foto d'aquest monument                                                                                            |
| Molí Vell, Molí del Racó de les Pinedes                                      |             | Obra popular XX                     | Cabassers Barranc del Racó de les Pinedes                      |                                                      | IPA-45191     | Carregueu una nova foto d'aquest monument                                                                                            |
| Forn de calç Molí de l'Estudiant                                             |             | Obra popular XX                     | Cabassers Molí de l'Estudiant                                  |                                                      | IPA-45192     | Carregueu una nova foto d'aquest monument                                                                                            |
| Molí fariner del Mas del Vall                                                |             | Obra popular XX                     | Cabassers                                                      |                                                      | IPA-45193     | Carregueu una nova foto d'aquest monument                                                                                            |
| Forn de calç dels Segrassos                                                  |             | Obra popular XX                     | Cabassers Els Segrassos                                        |                                                      | IPA-45197     | Carregueu una nova foto d'aquest monument                                                                                            |